# 李纲

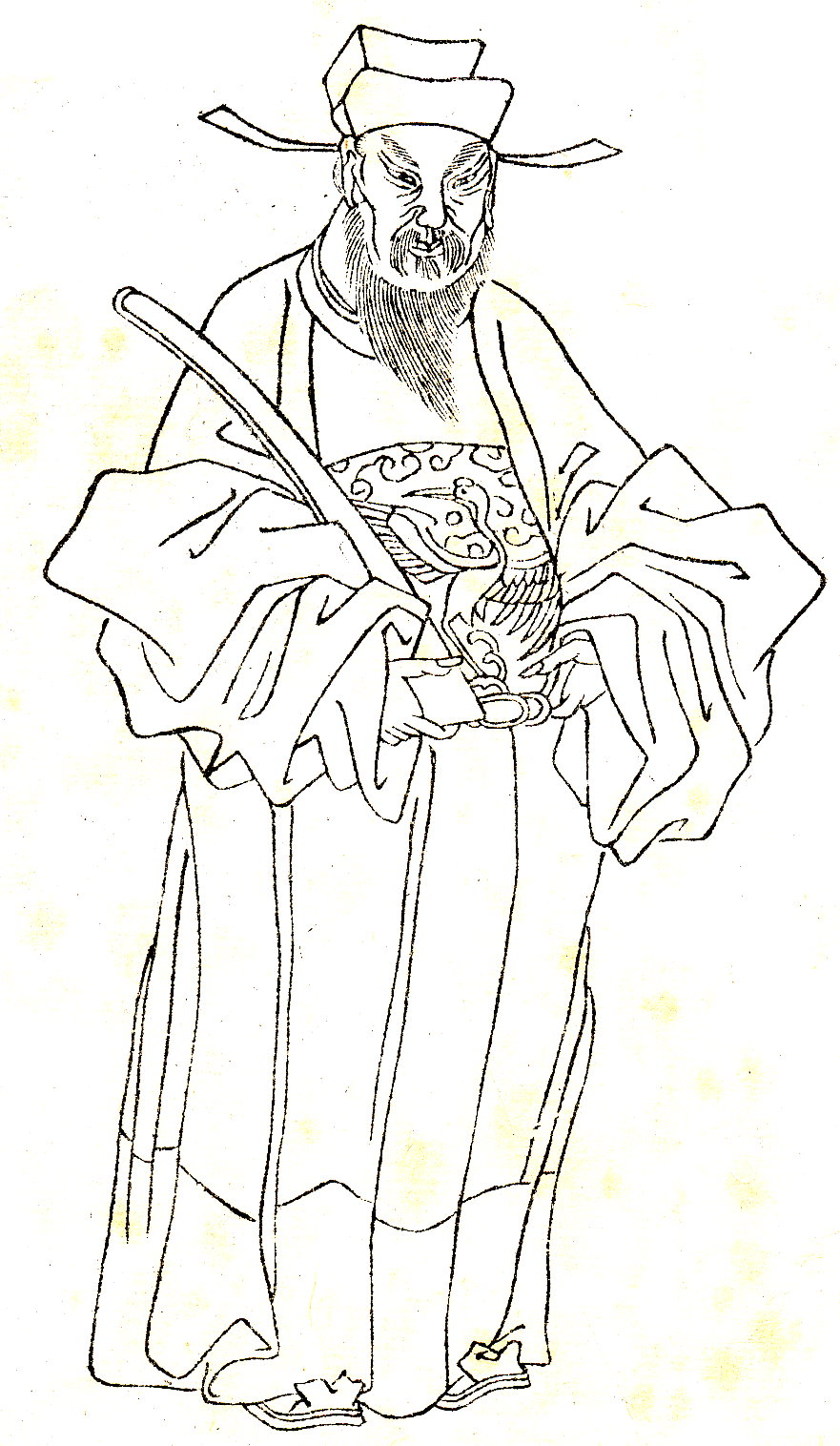
李綱・『晩笑堂竹荘畫傳』

李綱（1083年7月27日—1140年2月5日），字伯紀，祖籍福建邵武，父祖迁居无锡东乡胶山，故自号梁溪居士（梁溪为无锡古称）。宋徽宗政和二年（1112年）進士，與趙鼎、李光和胡銓合稱“南宋四名臣”。

## 生平
李綱生於宋神宗元豐六年闰六月十日（1083年7月27日）秀州华亭官舍（今上海松江）。靖康元年（1126年）金兵侵汴京時，任京城四壁守禦使，擊退金兵。曾倡议于河北设立藩镇以抵抗金，遭由秦檜為首的主和派所斥。赵构称帝后，于建炎元年五月初五起用李綱為宰相（尚书右仆射兼中书侍郎）。御史中丞顏岐說：“李綱為金人所惡，不宜為相。”右谏议大夫范宗尹说：“李纲名浮于实，有震主之威，不可以相。”李綱上任，“首陳十事”，決心重整朝綱，主張用兩河義軍收復失地。李綱主政僅七十五天，建炎元年八月十八日便遭罷相，为观文殿大学士，提举杭州洞霄宫。其施政举措皆被罢。十月八日，受殿中侍御史张浚弹劾，罷观文殿大学士，仍留提举洞霄宫之职。居住鄂州，建炎二年十月间朝廷命其移往澧州（治今湖南常德市澧县）。御史中丞王绹弹劾李纲“经年不赴贬所”。建炎二年十一月四日，又被貶謫萬安軍（海南島）。十一月下旬，與子李宗之南渡琼州。建炎四年（1130年），遭貶流放遇赦後，隱居泰寧丹霞岩。绍兴九年（1139年）正月，宋金議和，宋向金称臣纳贡，李纲忧愤成疾。绍兴十年（1140年）正月十五病逝于仓前山椤严精舍寓所，赠少师。淳熙十六年（1189年），特赠陇西郡开国公，谥忠定（虑国忘家曰忠 安民大虑曰定）。著有《梁溪集》180卷，附錄6卷。 
李纲死后葬于福州市闽侯县荆溪镇光明村大嘉山南麓。

## 評價
- 文天祥《忠定公赞》：“其道则隆，其运则剥。噫，胡出处之不常，为苍天频卜。”
- 朱熹评价：“纲知有君父而不知有身，知天下之安危而不知身之有痼疾，虽以谗间窜斥濒九死，而爱国忧君之志终不可夺者，可谓一世伟人矣！”
- 郑大漠作诗曰：“吾爱李丞相，经术文章匠。时事不可忘，书生作良将。旧筑读书堂，双江古刹上。”

## 延伸阅读
[在维基数据编辑]
 在维基文库阅读此作者作品（ 在维基共享资源阅览影像）
 《舊唐書·卷62》，出自刘昫《舊唐書》
 《宋史·卷358》，出自脱脱《宋史》